# Syros-Ermoupoli
Syros-Ermoupoli (Grieks: Σύρος-Ερμούπολη) is sedert 2011 een fusiegemeente (dimos) in de Griekse bestuurlijke regio (periferia) Zuid-Egeïsche Eilanden.
De drie deelgemeenten (dimotiki enotita) van de fusiegemeente zijn:
- Ano Syros (Άνω Σύρος)
- Ermoupoli (Ερμούπολη)
- Poseidonia (Ποσειδωνία)